# Iduna (Gattung)
Iduna ist eine Vogelgattung aus der Familie der Rohrsängerartigen (Acrocephalidae). Sie umfasst vier paläarktische Arten, die früher zur Gattung der Spötter (Hippolais) gezählt wurden, und zwei afrotropische Arten, die früher zusammen mit dem Papyrusspötter in die heute obsolete Gattung Chloropeta gestellt wurden.
Die Herkunft des Gattungsnamens ist nicht eindeutig geklärt. Möglicherweise kommt er von lat. idoneus („passend“), von griech. idou („betrachten“) oder von einer phonetischen Übertragung von griech. aēdonis („Nachtigall“).

## Beschreibung

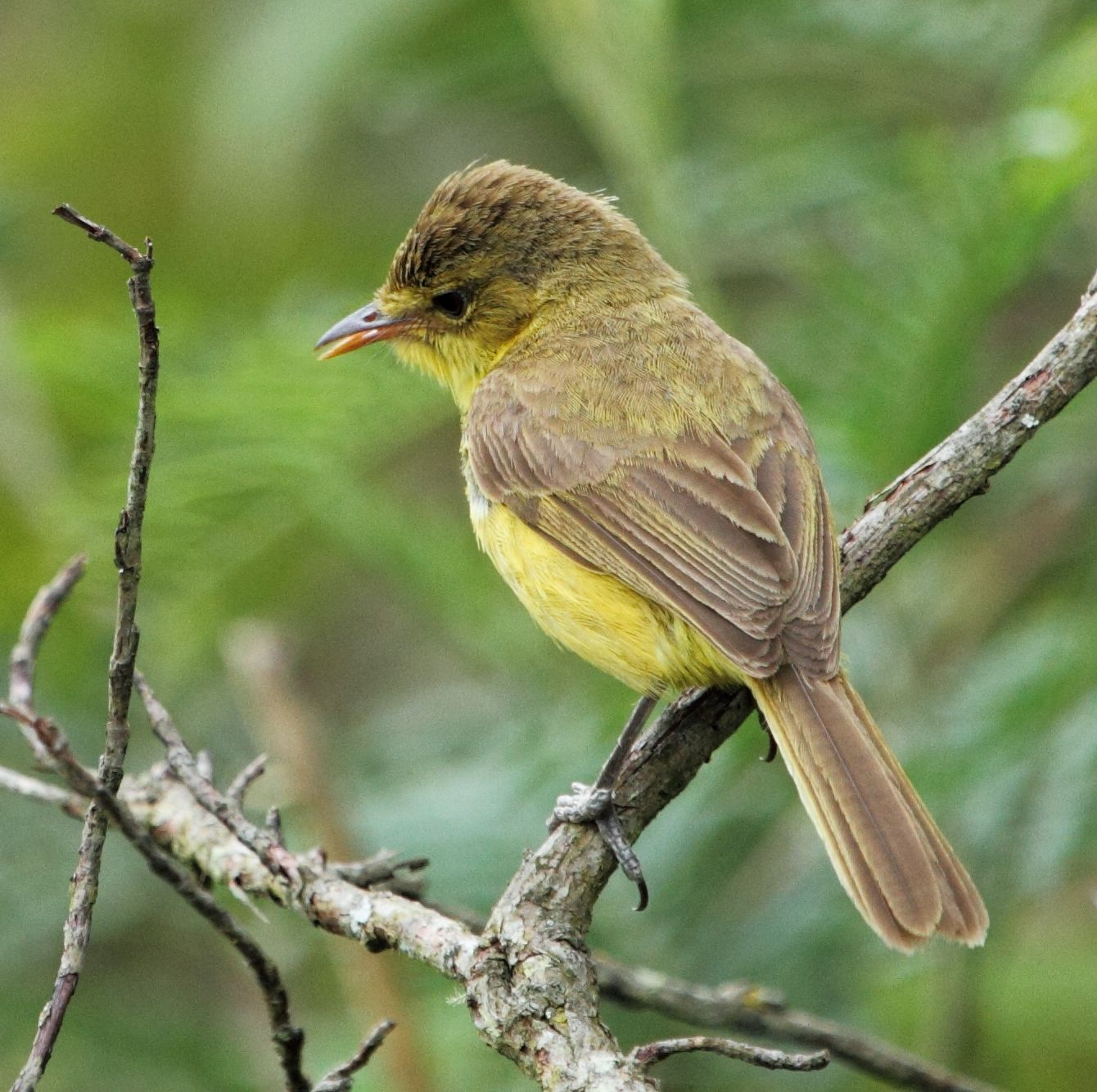
Der Natalspötter (Iduna natalensis) gehört zu den afrotropischen Arten.

### Aussehen
Die vier paläarktischen Arten sind kleine bis mittelgroße Vögel mit relativ langen, an der Basis breiten Schnäbeln. Ihre Flügel sind recht abgerundet und die Schwänze rechteckiger als bei Rohrsängern, außerdem sind die Unterschwanzdecken kürzer. Die Füße sind wie bei den Spöttern schildförmig, aber meist dünner mit kleineren Zehen. Die Schnabelborsten sind kurz und dünn. Ihre Unterseite und ihr Kopf sind recht einfarbig, wobei ein undeutlicher Überaugenstreif erkennbar ist.
Die beiden afrotropischen Arten sind oberseits olivfarben und unterseits gelb gefärbt. Sie haben einen breiten, fliegenschnäpperähnlichen Schnabel und lange, auffällige Schnabelborsten. Außerdem haben sie kurze, abgerundete Flügel und schlanke, schwarze Beine.

### Stimme
Der klappernde oder sprudelnde Gesang und die schnalzenden Rufe erinnern an kleinere Vertreter der Rohrsänger.

## Vorkommen und Lebensweise

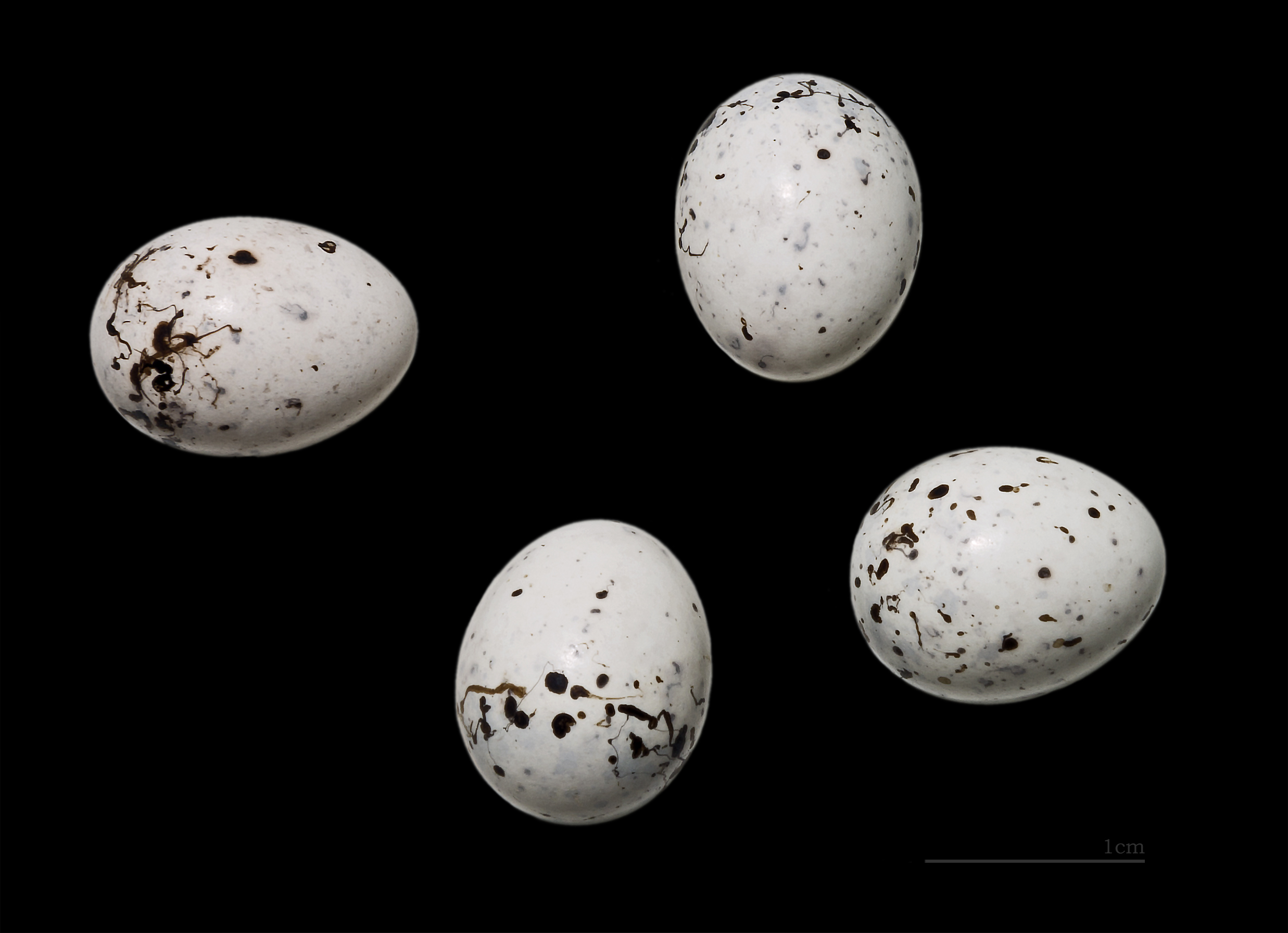
Eier des Buschspötters (Iduna caligata)

Die paläarktischen Arten brüten in Südwest- und Südosteuropa, Teilen Nordafrikas, Vorderasien, Westrussland und Zentralasien. Sie sind Zugvögel und überwintern im nördlichen Subsahara-Afrika und auf dem indischen Subkontinent. Die afrotropischen Arten hingegen sind Standvögel und bewohnen Teile Zentral- und Ostafrikas.
In Deutschland wurden bisher die Arten Busch-, Steppen- und Blassspötter als Irrgäste nachgewiesen.
Alle Vertreter der Gattung leben in Buschland und Gestrüpp, wobei die afrotropischen Arten eher feuchte Gebiete und die paläarktischen Arten trockenere Gebiete wie z. B. Baumsavannen bevorzugen. Blass- und Isabellspötter halten sich außerdem gerne in Baumkronen auf.
Das gepflegte, napfförmige Nest dieser vorwiegend insektivoren Vögel wird in einer Astgabel oder zwischen Halmen in dichter Vegetation errichtet.

## Systematik
Genetische Analysen von Fregin et al. aus dem Jahr 2009 haben ergeben, dass man die bis dahin zur Gattung Hippolais gezählten Arten Busch-, Steppen-, Blass- und Isabellspötter und die bis dahin zur Gattung Chloropeta gezählten Arten Natal- und Bergspötter zusammen in die Gattung Iduna stellen muss. Diese bildet zusammen mit den monotypischen Gattungen Arundinax und Calamonastides eine Klade, die nicht die vier verbliebenen Hippolais-Arten umfasst.

### Arten
Folgende sechs Arten werden derzeit anerkannt:
- Natalspötter (Iduna natalensis) – Teile Subsahara-Afrikas
- Bergspötter (Iduna similis) – Teile Ostafrikas
- Buschspötter (Iduna caligata) – Westrussland, Kasachstan
- Steppenspötter (Iduna rama) – Zentralasien, Iran
- Blassspötter (Iduna pallida) – Südosteuropa, Naher Osten, Zentralasien, Teile Nordafrikas
- Isabellspötter (Iduna opaca) – Teile der Iberischen Halbinsel, Nordost-Afrika

## Gefährdungssituation
Alle sechs Arten werden in der Roten Liste der IUCN als nicht gefährdet (Least Concern) eingestuft. Bei vier Arten sind die Bestände stabil, bei einer steigen sie und bei einer sinken sie.